# Edixon Perea
Edixon Perea Valencia (Cali, 20 aprile 1984) è un ex calciatore colombiano attaccante.

## Palmarès

### Club

#### Competizioni nazionali
- Campionato colombiano: 1

Atlético Nacional: 2005
- Coppa di Lega francese: 1

Bourdeaux: 2006-2007
- Súper Liga: 1

Deportivo Cali: 2014

#### Competizioni regionali
- Campionato Gaucho: 1

Gremio: 2010